# Juncosa
Juncosa es un municipio español de la provincia de Lérida, en la comunidad autónoma de Cataluña, situado en la parte meridional de la comarca de Las Garrigas, justo en el límite con la provincia de Tarragona.

## Demografía
Cuenta con una población de 390 habitantes (INE 2024).
| Gráfica de evolución demográfica de Juncosa entre 1842 y 2021 |
| |
| Población de derecho según los censos de población del INE Población de hecho según los censos de población del INEEntre el censo de 1857 y el anterior, crece el término del municipio porque incorpora a 255058 (Besas) |

| \| 1497 \| 1515 \| 1553 \| 1717 \| 1787 \| 1857 \| 1877 \| 1887 \| 1900 \| \| ---- \| ---- \| ---- \| ---- \| ---- \| ---- \| ---- \| ---- \| ---- \| \| 62 \| 30 \| 16 \| 63 \| 442 \| 1078 \| 1325 \| 1148 \| 1244 \|      |      |      |      |      |      |      |      |      |
| \| 1910 \| 1920 \| 1930 \| 1940 \| 1950 \| 1960 \| 1970 \| 1981 \| 1990 \| \| ---- \| ---- \| ---- \| ---- \| ---- \| ---- \| ---- \| ---- \| ---- \| \| 1259 \| 1137 \| 1101 \| 1011 \| 1005 \| 815 \| 695 \| 628 \| 603 \| |      |      |      |      |      |      |      |      |
| \| 1992 \| 1994 \| 1996 \| 1998 \| 2000 \| 2002 \| 2004 \| 2006 \| — \| \| ---- \| ---- \| ---- \| ---- \| ---- \| ---- \| ---- \| ---- \| - \| \| 583 \| 581 \| 582 \| 594 \| 629 \| 616 \| 558 \| 546 \| — \|              |      |      |      |      |      |      |      |      |
| 1497-1553: Fogaje; 1717-1981: población de hecho; 1990- : población de derecho |      |      |      |      |      |      |      |      |
| 1497 | 1515 | 1553 | 1717 | 1787 | 1857 | 1877 | 1887 | 1900 |
| 62 | 30   | 16   | 63   | 442  | 1078 | 1325 | 1148 | 1244 |
| 1910 | 1920 | 1930 | 1940 | 1950 | 1960 | 1970 | 1981 | 1990 |
| 1259 | 1137 | 1101 | 1011 | 1005 | 815  | 695  | 628  | 603  |
| 1992 | 1994 | 1996 | 1998 | 2000 | 2002 | 2004 | 2006 | —    |
| 583 | 581  | 582  | 594  | 629  | 616  | 558  | 546  | —    |

## Economía local y producción de aceite de oliva
La economía de Juncosa de les Garrigues está tradicionalmente vinculada al cultivo del olivo y la elaboración de aceite de oliva virgen extra con **Denominación de Origen Protegida Les Garrigues**, obtenido principalmente de aceitunas de variedad arbequina.  
La Cooperativa Agrícola Sant Isidre, fundada en 1919 y ubicada en el núcleo de Juncosa, forma parte de las cooperativas inscritas en la DOP Les Garrigues y elabora aceite bajo la marca Oli Les Cabanes, un virgen extra de producción propia distinguido con múltiples premios nacionales e internacionales.